# سناسوم بارك
سانسوم بارك (بالإنجليزية: Sansom Park, Texas)‏ هي مدينة تقع في مقاطعة تارانت، تكساس بولاية تكساس في شمال شرق الولايات المتحدة. تبلغ مساحة هذه المدينة 3.2 (كم²)، وترتفع عن سطح البحر 229 م، بلغ عدد سكانها 4686 نسمة في عام 2010 حسب إحصاء مكتب تعداد الولايات المتحدة .

## وصلات خارجية
- http://www.sansompark.org/
- The US50 - Cities and Towns in Texas State